# Weilerbach (Brombach)
Der Weilerbach ist ein linker Zufluss der vom Brombach durchflossenen Mandlesweiher bei Pleinfeld im mittelfränkischen Landkreis Weißenburg-Gunzenhausen.

## Verlauf
Der Bach entspringt aus mehreren im Spalter Hügelland gelegenen Quellen zwischen Birklein und Erlingsdorf am Rand eines Waldes, ca. 1 km südlich der Grenze zum Landkreis Roth. Er fließt in südöstlicher Richtung am Nordrand von Allmannsdorf vorbei, anschließend verläuft er Richtung Süden zwischen dem Staudamm des Großen Brombachsees im Westen und der Kreisstraße WUG 18 im Osten. Unweit von Mandlesmühle mündet der Weilerbach von links in die vom Brombach durchflossenen Mandlesweiher.